# Apocryptus suisharionis
Apocryptus suisharionis là một loài tò vò trong họ Ichneumonidae.